# Blanzy-lès-Fismes
Blanzy-lès-Fismes – miejscowość i gmina we Francji, w regionie Hauts-de-France, w departamencie Aisne.
Według danych na styczeń 2014 roku gminę zamieszkiwało 96 osób, a gęstość zaludnienia wynosiła 18,2 osób/km².